# Pallacanestro Cantù 1968-1969
Questa voce raccoglie le informazioni riguardanti la Pallacanestro Cantù nelle competizioni ufficiali della stagione 1968-1969.

## Stagione
La stagione 1968-1969 della Pallacanestro Cantù sponsorizzata Oransoda, è la 14ª nel massimo campionato italiano di pallacanestro, la Serie A.
Lo scudetto dell'anno prima aveva consentito ai canturini di partecipare alla Coppa dei Campioni e così vi era la necessità di ingaggiare un secondo straniero, per questo venne scelto Mike Lynn. Nel primo sorteggio europeo Cantù sfidò i lussemburghesi del Black Star Mersch, con la prima gara in trasferta dove i canturini vinsero la prima gara europea della loro storia.

## Roster
- Antonio Frigerio
- Bob Burgess
- / Alberto De Simone
- / Carlos D'Aquila
- Fabrizio Della Fiori
- Antonio Farina
- Mike Lynn
- Danilo Nanni
- Carlo Recalcati
- Paolo Viola
- Marino

Allenatore:  Borislav Stanković

## Mercato
| Acquisti | Acquisti     | Acquisti       | Acquisti   |
| R.       | Nome         | da             | Modalità   |
| -------- | ------------ | -------------- | ---------- |
| AG       | Mike Lynn    | UCLA Bruins    | definitivo |
|          | Danilo Nanni | Basket Livorno | definitivo |
|          | Paolo Viola  |                | definitivo |

| Cessioni | Cessioni           | Cessioni | Cessioni       |
| R.       | Nome               | a        | Modalità       |
| -------- | ------------------ | -------- | -------------- |
| C        | Alberto Merlati    |          | fine contratto |
|          | Roberto Cossettini |          | fine contratto |
|          | Giuliano Tirabosco |          | fine contratto |